# Rafael Ibarbia
Rafael Ibarbia Serra, más conocido como maestro Ibarbia (Barcelona, 1931 - Madrid, 2003), fue un director de orquesta, compositor y pianista español. Dirigió programas musicales en RTVE y dirigió la orquesta en numerosos festivales de Eurovisión, OTI y Benidorm. En la década de los sesenta e inicios de la de los setenta fue, probablemente, el músico más popular en España. Ha dejado más de 3000 grabaciones fonográficas de diversos géneros, desde música clásica al flamenco.
Nació en Barcelona, pero vivió en Madrid durante sus últimos cuarenta años. Estuvo casado con Adelaida Ruiz Cárdenas, con la que tuvo tres hijos.
En 1937, cuando tenía seis años, Stravinski le invitó a estudiar con él en Estados Unidos, pero la Guerra Civil frustró sus planes. En los años cuarenta ganó un concurso de Radio Barcelona y dirigió diversas orquestas. Posteriormente el músico Xavier Cugat lo llevó a Madrid, donde ingresó en RTVE, haciendo arreglos musicales para el programa Gran parada, continuó como director de programas musicales, y donde permaneció veintisiete años.
De su participación en festivales de Eurovisión, destaca el de 1968, en el que ganó Massiel con su «La, la, la» con Ibarbia a la batuta.
Grabó varios discos con la Orquesta Sinfónica de RTVE.
En 1977 se encargó de la adaptación y dirección del musical El diluvio que viene.
En el año 2000, ya retirado, se le rindió un homenaje en el Cuartel del Conde-Duque, en el que participaron, entre otros, Manolo Escobar, Dyango, Charo Reina y Concha Márquez Piquer.

## Obra musical
- «Exégesis para orquesta de la Sonata nº 2 de Chopin»
- «Rapsodia cubana»[3]

Además compuso la música de películas como Habanera (1958), La bella Mimí (1961), La chica del gato (1964) y El armario del tiempo (1971).